# Висо Абелья, Эдуардо
Эдуардо Висо Абелья (исп. Eduardo Viso Abella; 16 декабря 1919, Мелон — 6 июля 1995) — испанский футбольный тренер.

## Карьера
В качестве футболиста провел несколько сезонов за «Депортиво» и «Сарагосу». После завершения карьеры Висо Абелья начал свою тренерскую деятельность в Испании. Однако вскоре он перебрался в Португалию, где возглавлял «Брагу». Затем специалист переехал в Коста-Рику. Там испанец руководил ведущими командами страны, а также национальной сборной, которую он привел к титулу Чемпиона наций КОНКАКАФ в 1969 году.

## Достижения

### Международные
- Чемпион наций КОНКАКАФ (1): 1969.

### Национальные
- Чемпион Коста-Рики (1): 1970.
- Обладатель Кубка Коста-Рики (1): 1960.